# Сердарство
Сердарство је административно устројство Османског Царства, које вуче корене из Персије. Постојало је код српског народа током власти Османског царства и касније. У Кнежевину Србију се уводи од 1834. године до 1835. године, док се у Црногорски вијалет уводи од 1718. године и траје током постојања Краљевине и Књажевине Црне Горе све до 1918 године. Прво званично сердарство од стране Срба, се уводи у Црногорски вијалет, 1718. године . након Цетињског мировног споразума који је установљен завршетком битке на Цетиње из 1692. године. Иако је ослобођењем од Турака 1852 године, Књажевина Црна Гора увела титулу Капетан , Сердарство у Црну Гору бива укинуто тек њеним уласком у састав краљевине Југославије. За разлику од Црногорца, Кнежевина Србија касније и на период мањи од годину дана, уводи званично сердарство. Милош Обреновић је 1834, године. на скупштини поводом проглашења Хатишерифа од 1833 године, издејствовао поделу земље на сердарства. Било је установљено пет сердарстава, Рашко, Подунавско, Мачванско, Тимочко и Расиснско. На њиховом челу, налазили су се велики Сердари, чија је дужност била да врше надзор над радом округа у саставу свог сердарства. Са обавезом да сваке недеље шаљу извештај кнезу Милошу о томе шта се дешава на територији под њиховом надлежношћу и на границама. Локални сердари су били највиши представници централне власти у локалној управи. постављао их је лично кнез Милош, а вршили су полицијску, управну и судску власт. После скупштинске одлуке о успостављању Сердарства, сердарима је по одлуци самог Милоша дошла торжествена диплома као потврда о достојанству великих сердара. Оваква административна подела на Сердаре није дуго трајала, па су наредне 1835 године, доношењем Сретенског устава, сердарства укинута и смењена са начелницима
среза, који су испод себе имали општинске капетане .

## Етимологија
Сердарство је турцизам у Српском језику, потиче од речи Сердар